# Polyrhachis lamellidens
Polyrhachis lamellidens é uma espécie de formiga do gênero Polyrhachis, pertencente à subfamília Formicinae.